# Dawson Mercer
Dawson Mercer, född 27 oktober 2001 i Bay Roberts i Newfoundland and Labrador, är en kanadensisk professionell ishockeyforward som spelar för New Jersey Devils i National Hockey League (NHL). Han har tidigare spelat för Voltigeurs de Drummondville och Saguenéens de Chicoutimi i Ligue de hockey junior majeur du Québec (LHJMQ).
Mercer draftades av New Jersey Devils i första rundan i 2020 års draft som 18:e spelare totalt.

## Statistik
| 2014–2015    | Tri Pen Ice                 |              | 28  | 20 | 23  | 43  | 30  | 5  | 5  | 8  | 13 | 0  |
| 2015–2016    | Tri Pen Ice                 |              | 24  | 42 | 26  | 68  | 41  | 4  | 8  | 2  | 10 | 2  |
| 2016–2017    | Bishop's College School     | MPHL         | 18  | 8  | 14  | 22  | 8   | 3  | 0  | 0  | 0  | 0  |
|              | Bishop's College School U16 |              | 4   | 0  | 0   | 0   | 0   | —  | —  | —  | —  | —  |
|              | Bishop's College School U18 |              | 11  | 6  | 6   | 12  | 0   | —  | —  | —  | —  | —  |
| 2017–2018    | Voltigeurs de Drummondville | LHJMQ        | 61  | 11 | 15  | 26  | 25  | 10 | 1  | 3  | 4  | 0  |
| 2018–2019    | Voltigeurs de Drummondville | LHJMQ        | 68  | 30 | 34  | 64  | 50  | 16 | 5  | 11 | 16 | 8  |
| 2019–2020    | Voltigeurs de Drummondville | LHJMQ        | 26  | 18 | 24  | 42  | 21  | —  | —  | —  | —  | —  |
|              | Saguenéens de Chicoutimi    | LHJMQ        | 16  | 6  | 12  | 18  | 4   | —  | —  | —  | —  | —  |
| 2020–2021    | Saguenéens de Chicoutimi    | LHJMQ        | 23  | 19 | 17  | 36  | 6   | 9  | 6  | 11 | 17 | 4  |
| 2021–2022    | New Jersey Devils           | NHL          | 1   | 0  | 1   | 1   | 4   | —  | —  | —  | —  | —  |
| NHL totalt   | NHL totalt                  | NHL totalt   | 1   | 0  | 1   | 1   | 4   | —  | —  | —  | —  | —  |
| LHJMQ totalt | LHJMQ totalt                | LHJMQ totalt | 194 | 84 | 102 | 186 | 106 | 35 | 12 | 25 | 37 | 12 |

### Internationellt
| Källa: Uppdaterad: 2021-10-16 | Källa: Uppdaterad: 2021-10-16 | Källa: Uppdaterad: 2021-10-16 |         | Utv = Utvisningsminuter | Utv = Utvisningsminuter | Utv = Utvisningsminuter | Utv = Utvisningsminuter | Utv = Utvisningsminuter |
| År                            | Lag                           | Mästerskap                    | Matcher | Mål                     | Assists                 | Poäng                   | Utv                     |                         |
| ----------------------------- | ----------------------------- | ----------------------------- | ------- | ----------------------- | ----------------------- | ----------------------- | ----------------------- | ----------------------- |
| 2020                          | Kanada                        | JVM                           | 7       | 0                       | 0                       | 0                       | 0                       |                         |
| 2021                          | Kanada                        | JVM                           | 7       | 2                       | 4                       | 6                       | 2                       |                         |
| Junior totalt                 | Junior totalt                 | Junior totalt                 | 14      | 2                       | 4                       | 6                       | 2                       |                         |